# مارتجیه کاونینگ
مارتجیه کاونینگ (هلندی: Maartje Keuning؛ زادهٔ ۲۶ آوریل ۱۹۹۸) بازیکن زن واترپلو اهل هلند است.
وی در مسابقات کشوری و بین‌المللی در مجموع برندهٔ ۲ مدال طلا، ۱ مدال نقره، ۱ مدال برنز شده است.